# اولمدو
اولمدو (به ایتالیایی: Olmedo) یک کومونه در ایتالیا است که در استان ساساری واقع شده‌است.

## خصوصیات
اولمدو ۳۳٫۷ کیلومترمربع مساحت و ۳٬۰۴۱ نفر جمعیت دارد.